# 志免錦金五郎
志免錦 金五郎（しめにしき きんごろう、1964年6月19日 - 2011年6月30日）は、福岡県糟屋郡志免町出身で高砂部屋に所属した元大相撲力士。本名は中井 正人（なかい まさと）。身長172cm・体重103kg。最高位は西序二段110枚目（1984年11月場所）。

## 経歴

### 大相撲時代
1980年3月場所「中井山」の四股名で初土俵を踏む。翌5月場所序ノ口で番付に載ったが当初5場所は負け越しが続いた。初土俵から1年後の1981年3月場所で初めて勝ち越し、これに伴い翌5月場所で序二段初昇進。この場所以降は3場所ないし4場所に1回勝ち越すペースの成績が続き、序二段と序ノ口を往復し続けた。現役中に母と兄が死去したことで天涯孤独となった。その後も現役を続けたが、糖尿病を患った影響もあり成績は芳しくなく、1989年7月場所から1992年11月場所まで、21場所に亘り負け越しを続けた。1993年5月場所で序二段で負け越し、序ノ口に陥落してから再び序二段に上がることはなかった。番付に在位した99場所中75場所が序ノ口という非常に珍しい経歴もあり、相撲記者の間では有名人とされていた。西序ノ口61枚目に在位した1996年9月場所をもって廃業した。

### 引退後
糖尿病の悪化により全盲となったがマッサージ師と鍼灸師の資格を取り、埼玉県所沢市で開業した。2011年に47歳で死去した。

## 人物・エピソード
- 上述の経歴もあり、相撲記者の間では有名人とされ、同様の経歴を持つ有門勇人との取り組みが行われる日は序ノ口の対戦とは思えない程の報道記者が集結したとされる。
- 序ノ口から序二段への昇進を15回繰り返した。
- 現役後期からはちゃんこ番に励み、その優しい人柄で多くの関係者に慕われた。高砂親方からは「勝てなくてもいいから怪我はするな」、「協会から首になるまでがんばれ」とちゃんこ長としての責務を自覚するよう日頃より言い聞かされていた。そのちゃんこ料理の技術は錦戸に伝わっている。ちゃんこの他、着物のたたみ方など新弟子の教育係を務めた[1]。
- 高砂部屋の弟弟子だった火の竜清徳のブログによれば、志免錦には親・兄弟・親戚・身内が全くいなく、約70万円あったとされる口座預金も名義人（志免錦）の死去により凍結されて引き出せなかったため、火の竜らがカンパして葬式を行ったという。
- 志免錦の死去から約2ヶ月が経った2011年8月28日に上野精養軒において「偲ぶ会」が行われ、高砂（元大関・朝潮太郎）、大山（元前頭・大飛進）、錦戸（元関脇・水戸泉眞幸）ら角界関係者の他、元関脇・高見山大五郎、元十両・剛堅大二朗、元十両・若筑波茂、元力士の相撲漫画家・琴剣淳弥、上述の有門勇人ら約60人が出席した。弔辞は、志免錦の部屋の弟弟子だった小錦八十吉が読んだ[2]。

## 戦績
- 生涯成績：228勝451敗14休（99場所）

## 改名歴
- 中井山 正人 （なかいやま　まさと）1980年3月場所-1982年3月場所
- 志免錦 金五郎 （しめにしき　きんごろう）1982年5月場所-1996年9月場所